# Escudella i carn d'olla

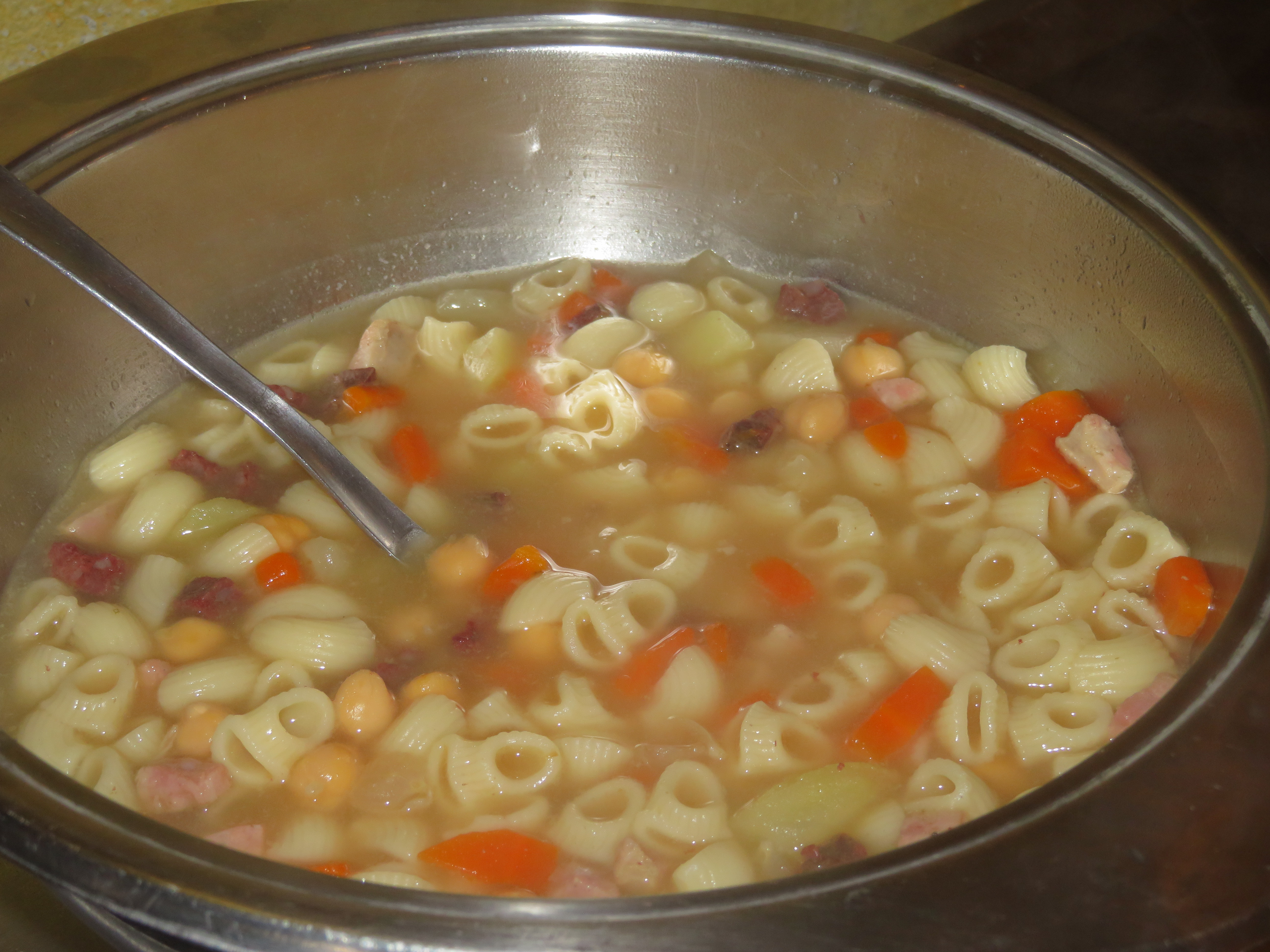
Escudella catalana (Castellet i la Gornal, Baix Penedés)

La escudella i carn d'olla ou simplement escudella (prononcé en catalan : [əskuˈðeʎə] ; lit. « bol ») est un ragoût ou une soupe traditionnelle catalane à base de viande et de légumes. Francesc Eiximenis a écrit au XIVe siècle qu'elle était consommée tous les jours par les Catalans.
Il se caractérise par l'utilisation d'une pilota, une énorme boulette de viande épicée à l'ail et au persil ; il contient également des légumes comme le céleri, le chou ou les carottes selon la saison. En outre, on peut utiliser des os, des saucisses appelées botifarra et d'autres types de viande. Dans les temps historiques, un type appelé escudella de pagès, qui comportait des pâtes et du riz, était traditionnellement préparé le jeudi et le dimanche.

## Préparation et présentation
L'escudella est généralement servie en deux parties :
- l'escudella proprement dite est une soupe composée d'un bouillon avec des pâtes, du riz ou les deux ;
- le carn d'olla est toute la viande utilisée dans le bouillon, servie ensuite dans un plateau avec les légumes utilisés[4] ;
- la pilota consiste en un mélange de viande hachée avec des œufs, des aulx ou du persil, le tout salé et poivré. Elle forme une grande et ovale boule que l’on cuit dans le bouillon et que l’on coupe en rouelles épaisses au moment de l’y mettre.

Lorsque les deux parties sont servies mélangées, on l'appelle escudella barrejada.
Cette carn d’olla peut être servie avec les légumes et le bouillon directement dans le même plat ou tout séparés. Dans le deuxième cas, ils s’accompagnent d’une vinaigrette.
On sépare traditionnellement le bouillon à partir duquel on fait une soupe où on bout des pâtes épaisses ou du riz. Ce plat, par son élaboration et la variété d’ingrédients nécessaires, est devenu un plat de Noël, festif et hivernal.

## Étymologie et sens du mot
Le terme « escudella », venant du latin scutella : « petite coupe, soucoupe », se référait au plat dans lequel on servait les soupes, bouillons et préparations saucées avant de désigner le plat en soi, à comprendre comme la préparation culinaire.
Ce processus est semblable à celui d’autres plats que l’on nomme à partir du plat de service, par exemple : la paella désigne le plat de riz préparé et la large poêle ; le cassoulet (de l’occitan caçolet) désigne le plat de haricot mais est aussi une dérivation de la cassole (caçòla).
De ce mot, aussi en dérivent d’autres : escudellar : verser le bouillon dans ledit plat ou fer escudella, synonyme de fer fàstic, signifiant globalement « déranger, incommoder, dégoûter ».

## Origine et évolution
L’escudella i carn d’olla est un plat médiéval, d’origine paysanne et populaire, que l’on faisait à partir des restes des récoltes et des provisions. Il se mangeait chaque jour.
En ces temps, les pilotes se faisaient à base de mie de pain et de lard, traits partagés avec la ròsola occitane.
Il y pouvait avoir, dans ces bouillons, des légumes de saison, des tubercules et la viande que l’on avait. On en mangeait quotidiennement sinon très souvent sur une large aire culturelle européenne et méditerranéenne sur laquelle on s’adaptait aux produits. Aussi ce  plat dépendait des finances de tout un chacun et de ce qu’il avait en possession.

## Escudella de Nadal
Il existe une version particulière de cette soupe qui peut être appelée escudella de Nadal (« soupe de Noël ») ou sopa de galets (« soupe de galets ») et qui est très typique du jour de Noël,. Elle comprend la viande de quatre animaux différents (lesquels sont surnommés les Quatre Evangelistes: le porc, le veau, la poule et l'agneau), une pilota, plusieurs légumes et le type de pâtes traditionnelles spéciales connues sous le nom de galets, qui ont la forme d'un escargot et se distinguent par leur taille considérable.